# Ixekizumab
L'ixekizumab (nom commercial Taltz) est un médicament injectable destiné au traitement de certaines maladies auto-immunes. C'est un anticorps monoclonal humanisé. Il agit en bloquant l'action de l'interleukine 17, et modifie la cascade des facteurs source de l'inflammation.

## Description
Ce médicament a été développé par le laboratoire pharmaceutique Lilly et est validé pour le traitement du psoriasis en plaques en Europe et aux États-Unis.
L'ixekizumab est utilisé pour traiter la forme modérée à grave du psoriasis en plaques chez l'adulte.
Dans les essais cliniques, le médicament réduit la surface des plaques de psoriasis et l'Indice de Gravité d'au moins 75 % (PASI75) chez 82-89 % des patients en maximum trois mois de traitement (en fonction du dosage), et 40 % des patients présentent une absence complète de signe du psoriasis (PASI100). Dans le groupe placebo, le PASI75 a été atteint chez 4 % des patients, et le PASI100 n'a été atteint chez aucun patient dans le groupe de patients recevant de l'étanercept, en plus d'un médicament, anti-psoriasis PASI75 a été atteint 48 %. Jusqu'à la 60e semaine d'étude, 11-44 % de ixekizumab traités les patients en rechute (encore une fois, selon le dosage), comparativement à 84 % sous placebo,.
Dans la spondylarthrite ankylosante, tant dans les formes radiologiques que dans les formes sans atteinte radiologique évidente, il permet l'amélioration des symptômes.